# Kátlovce
Kátlovce es un municipio del distrito de Trnava en la región de Trnava, Eslovaquia, con una población estimada a final del año 2024 de 1128 habitantes.
Se encuentra ubicado en el centro de la región, cerca del río Váh (cuenca hidrográfica del Danubio) y de la frontera con la región de Bratislava.

## Demografía
| Año        | 1994 | 2004    | 2014    | 2024    |
| ---------- | ---- | ------- | ------- | ------- |
| Población  | 1048 | 1093    | 1170    | 1128    |
| Diferencia |      | +4,29 % | +7,04 % | −3,58 % |

| Año        | 2023 | 2024    |
| ---------- | ---- | ------- |
| Población  | 1140 | 1128    |
| Diferencia |      | −1,05 % |